# Lichmera squamata
El mielero escamoso (Lichmera squamata) es una especie de ave paseriforme de la familia Meliphagidae.

## Localización
Es una especie endémica de Indonesia (se la encuentra en el este de las Islas menores de la Sonda y en el sur de las islas Molucas).